# Octavian Goga
Octavian Goga, född 1 april 1881 i Rășinari nära Sibiu, Österrike-Ungern, död 7 maj 1938 i Ciucea, Rumänien, var en rumänsk politiker och nationell skald. Från 1932 hyste han auktoritära ideal och sökte som ministerpresident 1937–1938 anknytningar till Tyskland och Italien.

Emblem för Gogas och Alexandru C. Cuzas nationalkristna parti.

1935 slog Octavian Goga samman sitt Nationella bondepartiet (Partidul Național Agrar) med Alexandru C. Cuzas Nationalkristna försvarsförbundet (Liga Apărării Național Creștine) vilket skapade Nationalkristna partiet (Partidul Național Creștin), ett radikalt högerparti med starkt auktoritära och antisemitiska drag. Det rumänska valet 1937, efter ingripande av kung Carol II, förde Nationalkristna partiet till regeringsmakten vilket gjorde Goga till ministerpresident. Regeringen blev dock kortvarig och redan i februari 1938 avsatte Carol II den politiska ledningen och tog istället själv över makten.